# Kabanszki járás

A Kabanszki járás Burjátföldön

A Kabanszki járás (oroszul  Кабанский муниципальный район, burját nyelven Хабаансха (Кабанскын) аймаг) Oroszország egyik járása a Burját Köztársaságban, székhelye Kabanszk falu.

## Népesség
- 2002-ben 65 624 lakosa volt, melynek 90,9%-a orosz, 5,4%-a burját.
- 2010-ben 59 883 lakosa volt, melyből 54 679 orosz, 3 066 burját, 268 tatár, 261 ukrán, 178 azeri, 111 örmény, 101 tuva, 88 fehérorosz, 59 német, 37 üzbég, 36 mongol, 32 baskír, 28 mordvin, 23 csuvas stb.